# Flores artificiales

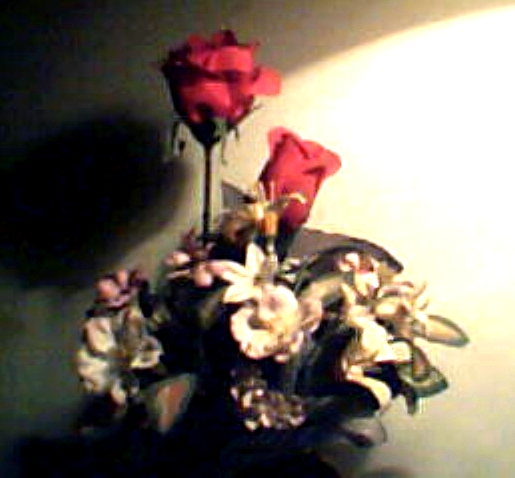
Flores artificiales de tela.

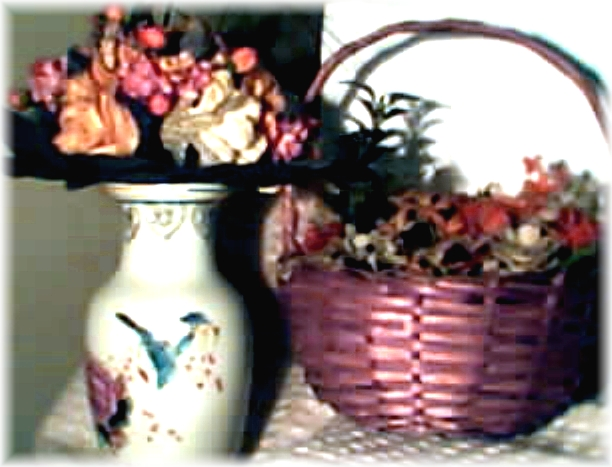
Flores artificiales. Arreglos florales para adorno.

Las flores artificiales están hechas de papel o tela, aunque en la actualidad es más común que se fabriquen en tela por ser de mayor durabilidad. Cumplen la función de reemplazar a las flores naturales en sitios donde es difícil mantener a estas últimas en buen estado de conservación. También se las utiliza por razones prácticas y de comodidad.

## Objeto de adorno
Las mismas se constituyen en un delicado objeto de adorno, y se las utiliza mucho en oficinas, comercios, casas particulares, etc.
A medida que ha avanzado el tiempo, sus fabricantes las han perfeccionado a tal extremo que muchas veces son casi similares a las naturales.

## Novedades en su presentación
Las hay perfumadas, musicales, artificialmente húmedas, también las hay hechas en material plástico (aunque esta variante es la menos desarrollada), etc. Además se fabrican en forma de unidad individual, o bien en ramilletes asentados sobre una base que asemeja a una maceta o macetero.

## Principales fabricantes
Los países orientales son los principales fabricantes de estas flores, y han desarrollado una industria, que por poco importante que parezca, genera un voluminoso ingreso de divisas en concepto de exportaciones.
China y Japón estarían entre los países que más las producen y las lanzan al mercado mundial.

## El material más usado en su producción
Desde la década de los 70 del siglo XX el Poliéster ha sido el material más empleado en la producción de flores artificiales a nivel global. Sin embargo en la actualidad se emplean también el vidrio, la cera, seda, jabón y otros materiales. Todo depende de la disponibilidad del material en la región o país. En Cuba se utilizó mucho el papel como materia prima para crear este tipo de adornos.

## Ventajas
No necesitan agua, no se pudren, no despiden olores desagradables, no las afecta la luz o el calor como a las flores naturales, son más económicas a largo plazo, etc. Adicionalmente son seguras para uso interno ya que no requieren control de plagas o insectos.